# Гилберт, Карл
Гров Карл Джи́льберт (Гилберт) (англ. Grove Karl Gilbert; 6 мая 1843, Рочестер (Нью-Йорк), США — 1 мая 1918, Джэксон, Мичиган, США) — американский геолог, геоморфолог, стратиграф, картограф. Один из пионеров планетарной геологии. В своё время — один из самых влиятельных геологов. В литературе известен как Г. К. Гилберт.

## Биография
Сын художника.
В 1862 окончил Рочестерский университет. С 1868 года — полевой геолог Геологической службы штата Огайо. Участвовал в географической экспедиции Джорджа М. Уилера (George Montague Wheeler, 1842—1905) в 1871 году в качестве полевого, а с 1872-го — главного геолога. Исследовал ледниковые морены и долины реки Моми в бассейне озера Эри.
Провёл геоморфологические исследования Западных регионов США, за что в 1872 получил степень магистра.
С момента создания Геологической службы США в 1879 году работал там и в составе экспедиции Джона Уэсли Пауэлла проводил геологическую съёмку Скалистых гор; стал главным помощником Пауэлла и оставался на этой должности до 1879 года. В этот период времени опубликовал важную монографию о горах Генри, расположенных в юго-восточной части штата Юта, — «Geology of the Henry Mountains» (1877—1880).
Одним из первых исследовал связь рельефа поверхности с геологическим строением Земли. В 1884 году был назначен руководителем Аппалачского отделения, а с 1889 по 1892 год — главным геологом Геологической службы США.
В 1899 г. принял участие в экспедиции Эдварда Генри Гарримана (Edward Henry Harriman, 1848—1909) на Аляску из Сиэтла в Сибирь и обратно.
Г. К. Гилберт — автор правительственных отчётов:
- Геология гор Генри (Geology of the Henry Mountains, 1877—1880);
- Озеро Бонневилль (Lake Bonneville, 1890) и др.

Внёс фундаментальный вклад в методы горного строительства, в историю озера Бонневилль, ледниковую геологию Великих озёр и Аляски, в совершенствование технологии гидравлической добычи угля в Калифорнии.
Дважды занимал пост президента Геологической службы США (1892, 1909). Член Американской академии искусств и наук (с 1893). С 1907 года — член-корреспондент Баварской академии наук. Иностранный член Лондонского королевского общества. Один из создателей Американской ассоциации географов.
В 1899 году был избран президентом Американской ассоциации содействия развитию науки.
В 1900 году награждён Медалью Волластона.

## Память
- В 1964 году в честь Г. К. Гилберта назван лунный кратер Гилберт на видимой стороне спутника Земли.
- С 1983 года Геологическое общество Америки присуждает премию его имени[англ.] за достижения в области планетарной геологии.